# Jana (otok)
Jana (ar. جنه) je otok koji se nalazi u istočnoj pokrajini Saudijske Arabije. Nalazi se u Perzijskom zaljevu, oko 20 km sjeveroistočno od lučkog i industrijskog grada Jubaila. Unatoč ogromnoj šteti na obalnom području Saudijske Arabije tijekom Drugog zaljevskog rata, ponovno je 1995. godine poslužio kao omiljeno mjesto za gniježđenje zelene morske kornjače.

## Reference
1. ↑  Jana Island - Sabry Reef - Diving in Eastern Province, Saudi Arabia - Wannadive.net - World dive site atlas
2. ↑  http://www.protectedplanet.net/sites/Jana_Island_Other_Area%5Bneaktivna+poveznica%5D